# صناعة الأقفاص فى مصر
صناعة الأقفاص في مصر هي واحدة من أشهر الحرف اليدوية في مصر ومنشرة بها على مر القرون السابقة، حيث يتم تقطيع جريد النخل ثم تركيبه وتعشيقه من أجل صناعة قفص تستخدم في حفظ الخضروبات والفاكهة أو تستخدم لوضع الخبز عليها.
تشتهر مصر بمنتجات المخيل حيث يتوفر فيها نحو 11 مليون نخلة اشهرها في الوادي الجديد وجنوب الوادي وسيناء والصحراء الغربية، كما تشتهر مدينة رشيد في محافظة البحيرة بأنها أكبر مركز لصناعة منتجات جريد النخل.
تعتبر حرفة صناعة الأقفاص والجريد من المهن المعرضة للإنقراض نتيجة انتشار الوسائل الحديثة، إلا أن هناك اسباب حافظت على بقاء المهنة مثل كونها أرخص من البلاستيم وصديقة للبيئة والبعض يعتبرها أفضل في الحفاظ على جودة الخضروات والفاكهة.

## أصل المهنة
يتكون السعف من أوراق وعيدان طويلة، الأوراق تكون خشنة الملمس مدببة وتستخدم في بعض المشغولات اليدوية أو كنوع من الأربطة، بينمت يستخدم العود وتسمى أيضا "الخوص" في عدة صناعات منها صناعة أقفاص الفاكهة.

## الأدوات المستخدمة
إن الأدوات المستخدمة في هذه الحرفة هى الهلال وهو عبارة عن قطعة حديدية تشيه الهلال تستخدم في تقطيع الجريد إلى قطع بمقاسات محددة وكذلك يستخدم ماسورة ومسمار للتحديد و قرمة من الخشب .

## انتشار المهنة
يعتبر نخيل البلح من المصادر الهامة للعديد من المواد الخام اللازمة لبعض الصناعات القائمة على منتجات النخيل ومن أهمها صناعة الأقفاص والتى تقام في المجتمعات الريفية والأماكن القريبة من أسواق الفواكه والخضراوات ، وتعتمد هذه الحرفة على مخلفات النخيل حيث يتوافر 9 مليون نخلة بالعديد من محافظات مصر منها محافظة الوادى الجديد وجنوب الوادى وشمال سيناء والصحراء الغربية وأيضا 11 مليون نخلة بطول وادى النيل
وتعطى النخلة 100 كيلوجرام من الجريد كمخلفات ولذلك لابد من الإستفادة منها في صناعة الأقفاص والحفاظ على البيئة 

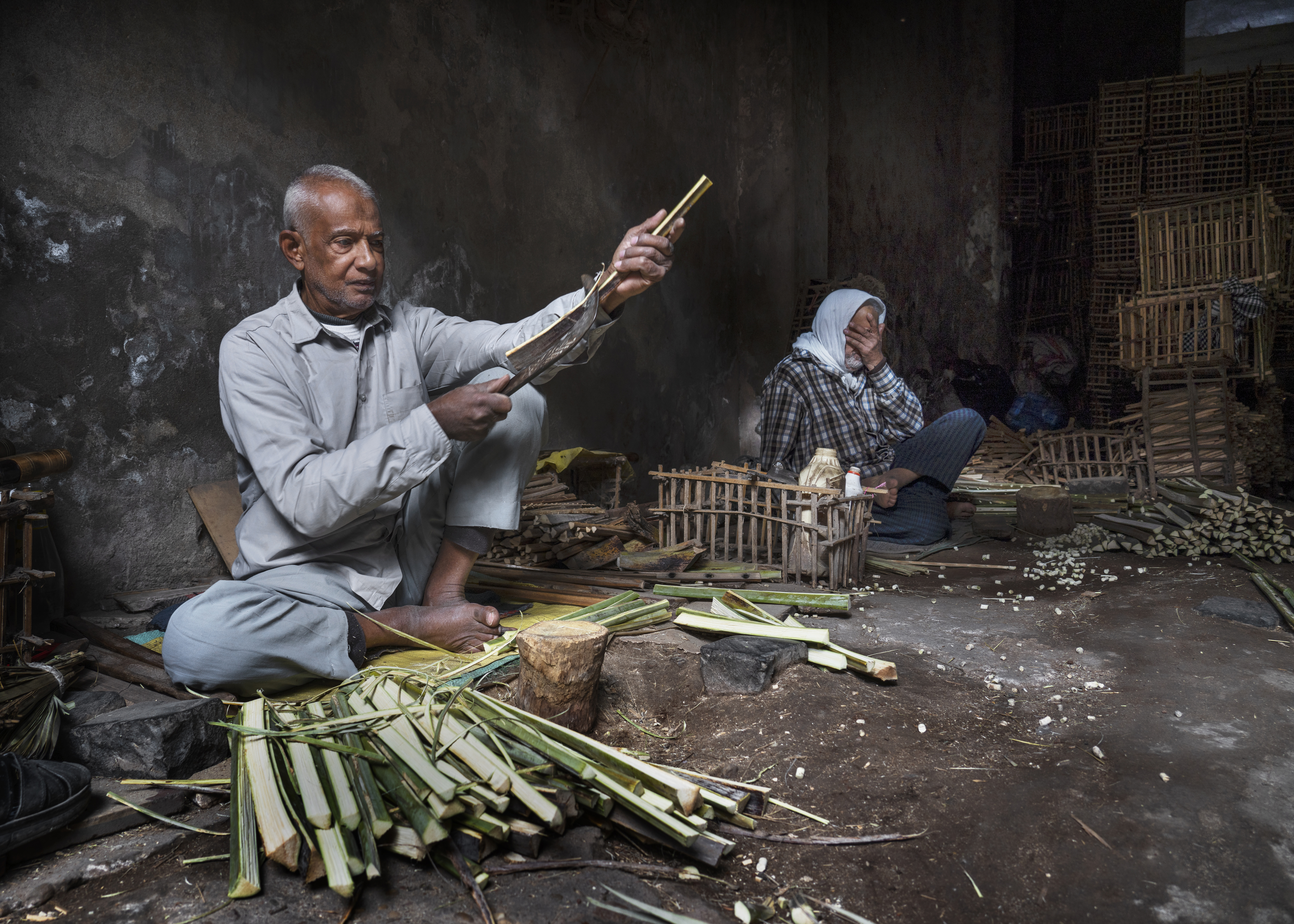
رجلان من كبار السن يقومان بتقطيع الجريد الى قطع صغيرة

## أهمية تاريخية
فى المسيحية يرتبط جريد النخل بانتصار المسيح في حد الشعانين حسب ( إنجيل يوحنا ) وفى الإسلام يكون رمزا للسلام حيث يرتبط غالبا بالجنة

## أشهر المدن

### مدينة رشيد
تقع مدينة رشيد في محافظة البحيرة وتلقب ببلد المليون نخلة تبعد عن مدينة القاهرة 263 كم2 جهة الشمال و تبعد 60 كيلومتراً عن مدينة الإسكندرية، وتنتشر في رشيد حرفة قديمة تنتشر بالشوارع الضيقة ، حيث يجلس كل منهم أمامه مجموعة من «جريد» النخيل، وبمهارة كبيرة يصنعون أقفاص الجريد، ورغم توقع انقراض المهنة التى تواجه منافسة كبيرةمن جانب الصناعات الحديثة، من الأقفاص البلاستيكية والكراتين، مواجهين كل تحدى سواء في موجات الغلاء، أو اختفاء الأيدى العاملة بسبب ضعف اليوميات، في محاولة لتوفير قوت يومهم بالتمسك بمهنة آبائهم وأجدادهم.

## التحديات والمصاعب
يوجد العديد من التحديات والمشكلات التى تواجه هذه الحرفة هى :
- نقص المتعلمين أو الراغبين في التعلم
- ارتفاع أسعار المواد الخام أو صعوبة الحصول عليها
- تحتاج إلى وقت وصبر كبيرين في حين ان الصناديق البلاستيك والكراتين لا تحتاج الى وقت طويل .[8]
- اماكن العمل ضيقة والحرفة تحتاج الى اماكن مخصصة

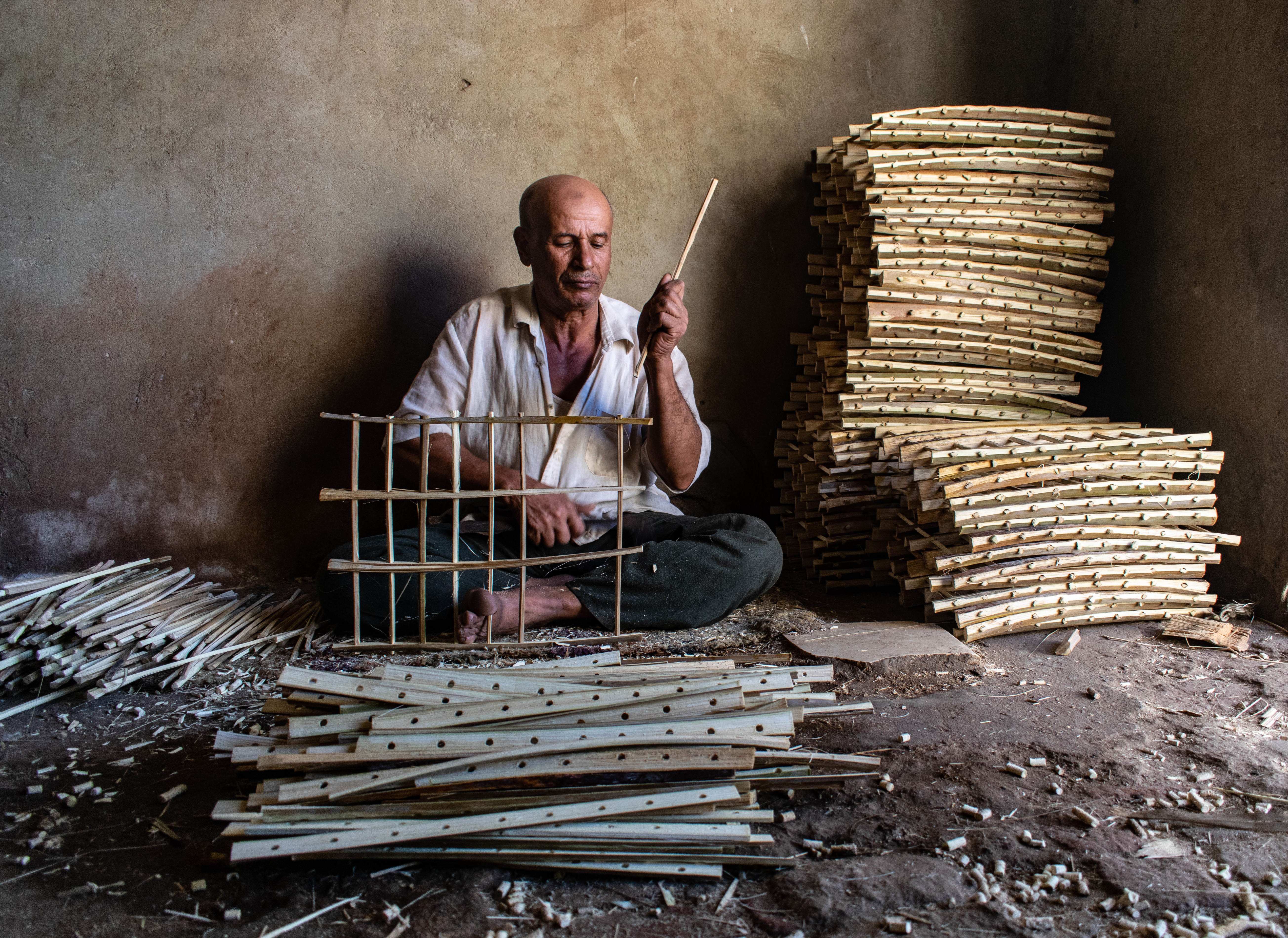